# Melur
Melur es una ciudad y municipio situada en el distrito de Madurai en el estado de Tamil Nadu (India). Su población es de 40017 habitantes (2011). Se encuentra a 30 km de Madurai.

## Demografía
Según el censo de 2011 la población de Melur era de 40017 habitantes, de los cuales 20405 eran hombres y 19612 eran mujeres. Melur tiene una tasa media de alfabetización del 89,51%, superior a la media estatal del 80,09%: la alfabetización masculina es del 94,27%, y la alfabetización femenina del 84,60%.